# دوني سميث (رجل أعمال)
دوني سميث (بالإنجليزية: Donnie Smith)‏ هو شخصية أعمال ورائد أعمال أمريكي، ولد في 1959 في تينيسي في الولايات المتحدة.